# Khnum Catena
La Khnum Catena è una struttura geologica della superficie di Ganimede.